# サイレントディール
サイレントディール（Silent Deal、2000年3月19日 - ）は、日本の競走馬、種牡馬。主な勝ち鞍は2003年のシンザン記念、武蔵野ステークス、2007年の佐賀記念。芝・ダート双方の重賞戦線で活躍し、2歳9月のデビューから8歳の引退まで息の長い活躍を見せた。
馬名の意味は父名と母母名より連想（カードを静かに配る）。　全姉にエリザベス女王杯優勝馬のトゥザヴィクトリーを持ち、芝とダートでJRA重賞を勝利した唯一のサンデーサイレンス産駒である。

## 競走馬時代

### デビューまで
父は1995年から2007年まで総合チャンピオンサイアーのサンデーサイレンス、母フェアリードールは1991年生のアメリカ産馬（イギリス出走馬）で、全姉にエリザベス女王杯優勝馬のトゥザヴィクトリーがいた。トゥザヴィクトリーの全弟として注目を集めたサイレントディールは、同年7月に開催されたセレクトセールに「フェアリードールの2000」として上場され、金子真人に1億1550万円で落札された。

### 2歳戦からクラシック
2002年9月15日、阪神競馬場で行われた新馬戦でデビュー。中館英二騎乗のサイレントディールは、この芝1600mのレースを1番人気で逃げ切り、2着メイショウマルスに2馬身半差をつけて勝利した。続く武豊が騎乗した萩ステークス（京都・芝1800m）では5着に敗れるが、同条件の黄菊賞（500万下、上村洋行騎乗）を2番手からの競馬で勝利する。12月8日の朝日杯フューチュリティステークスで重賞初出走。武豊騎乗の3番人気サイレントディールは、強力な先行馬が不在の中でハナを主張するが、同じく掛かり気味に先行したマイネルモルゲンと1000m通過56.9秒のハイペースを作り出したのちに失速。勝ったエイシンチャンプから0.9秒差の8着に敗れた。
2003年1月12日、サイレントディールは1番人気に推されたシンザン記念で重賞初勝利を挙げる。道中6番手追走からスローの流れに乗り、早めのスパートから2着マッキーマックスをクビ差で抑えた。前半47.9－後半46.9秒のレースラップと1分34秒8の勝ち時計は、前年の勝ち馬でありダービー馬、タニノギムレットのそれと全く同じ数字だった。この時点で陣営はドバイで行われるUAEダービー出走のプランを持っていた。続くきさらぎ賞は重馬場の中、後方からの競馬で3番人気ネオユニヴァースの2着。この後、サイレントディールは有力馬の一頭としてクラシックへ向かうが、皐月賞、日本ダービーともにネオユニヴァースの6着、4着に敗れた。馬の評価には常に激しい気性からくる折り合い面への不安が伴い、武豊はのちに「今にして思えば、2400mでよく折り合ったものだ」とダービーを回顧している。その後、6月には3歳馬ながら宝塚記念へ出走するが、ヒシミラクルの10着に敗れた。

### ダート転向
秋は調整の遅れから菊花賞を回避し、池江はサイレントディールをダート重賞の武蔵野ステークスへ登録する。レースでは4角を2番手で曲がると一気に突き放し、2着ハギノハイグレイドに4馬身差をつけて勝利。池江は精神面の成長を評価した。続くジャパンカップダートでは2番人気に推されたが、先団追走も直線伸びず、アメリカ馬フリートストリートダンサーの7着に敗れた。騎手のオリビエ・ペリエは「今日は返し馬からノメっていた。馬場が全て」と雨の影響が見えた馬場に敗因を求めた。ペリエとサイレントディールのコンビは、次走の東京大賞典も1番人気に応えられず、7着に敗れている。
2004年2月、サイレントディールはドバイワールドカップミーティングの3競走（ワールドカップ、デューティーフリー、シーマクラシック）へ登録され、シーマクラシック出走馬に選出された。ドバイへ向けたステップとなるフェブラリーステークスは内で揉まれる厳しい競馬になったが、直線伸びてアドマイヤドンの2着に好走。レース後、新たにワールドカップへの招待が発表された。結果的にレースには武豊が騎乗したが、オリビエ・ペリエは「この馬には2400mのシーマクラシックは気性的に苦しい。出られるならワールドカップの方が力は出せるだろう」と出走を熱望していた。
3月27日、サイレントディールは、アドマイヤドン、リージェントブラフの日本馬2頭と共にワールドカップへ出走した。枠順は12頭立ての6番、サイレントディールは7番人気だった。レース前、池江は馬の状態や馬場との相性に自信を見せていたが、スタートで躓き落馬寸前となり、終始後方のまま勝ち馬プレザントリーパーフェクトから10秒以上離された最下位に沈んだ。

### 晩年
ドバイからの帰国後、サイレントディールが再び重賞を勝利するまでには3年の時間を要した。2005年は芝の中距離路線で走り、4月23日のオープン特別オーストラリアトロフィーに勝利したほか、6月12日のエプソムカップ（4着）では1番人気の支持を集めた。2005年秋以降は芝・ダートを問わず走り、2007年の佐賀記念で3年3か月ぶりの重賞勝利を飾っている。このレース、サイレントディールは中断追走からペースが落ちた1周目のスタンド前で一気に先頭へ進出、迫るクーリンガーを半馬身抑えてレコードタイムで勝利した。佐賀記念後の勝利はなく、2008年12月13日、ダート2000mのベテルギウスステークス13着を最後に、12月16日付けで登録を抹消された。JRA、地方、海外を走り、50戦7勝。芝とダートのJRA重賞を勝利した唯一のサンデーサイレンス産駒である。

## 競走成績
以下の内容はnetkeiba.comの情報に基づく。
| 競走日     | 競馬場         | 競走名             | 格      | 距離（馬場）  | 頭 数 | 枠 番 | 馬 番 | オッズ （人気） | 着順 | タイム （上がり3F） | 着差  | 騎手      | 斤量 [kg] | 1着馬（2着馬）             | 馬体重 [kg] |
| ---------- | -------------- | ------------------ | ------- | ------------- | ----- | ----- | ----- | --------------- | ---- | ------------------- | ----- | --------- | --------- | -------------------------- | ----------- |
| 2002.09.15 | 阪神           | 2歳新馬            |         | 芝1600m（良） | 10    | 8     | 10    | 001.20（1人）   | 01着 | R1:36.9（36.2）     | -0.4  | 0中館英二 | 53        | （メイショウマルス）       | 506         |
| 0000.10.26 | 京都           | 萩S                | OP      | 芝1800m（良） | 13    | 2     | 2     | 002.30（1人）   | 05着 | R1:48.5（35.7）     | -0.5  | 0武豊     | 55        | テイエムリキサン           | 514         |
| 0000.11.09 | 京都           | 黄菊賞             | 500万下 | 芝1800m（良） | 12    | 6     | 8     | 003.60（2人）   | 01着 | R1:47.9（35.3）     | -0.1  | 0上村洋行 | 54        | （エイシンチャンプ）       | 510         |
| 0000.12.08 | 中山           | 朝日杯FS           | GI      | 芝1600m（稍） | 15    | 6     | 12    | 006.10（3人）   | 08着 | R1:34.4（37.5）     | -0.9  | 0武豊     | 55        | エイシンチャンプ           | 508         |
| 2003.01.12 | 京都           | シンザン記念       | GIII    | 芝1600m（良） | 16    | 2     | 3     | 002.70（1人）   | 01着 | R1:34.8（34.7）     | -0.1  | 0武豊     | 56        | （マッキーマックス）       | 514         |
| 0000.02.16 | 京都           | きさらぎ賞         | GIII    | 芝1800m（重） | 14    | 5     | 7     | 002.80（2人）   | 02着 | R1:49.7（34.8）     | -0.1  | 0武豊     | 57        | ネオユニヴァース           | 516         |
| 0000.04.20 | 中山           | 皐月賞             | GI      | 芝2000m（良） | 18    | 6     | 12    | 006.40（4人）   | 06着 | R2:02.1（35.2）     | -0.9  | 0武豊     | 57        | ネオユニヴァース           | 510         |
| 0000.06.01 | 東京           | 東京優駿           | GI      | 芝2400m（重） | 18    | 8     | 16    | 009.90（4人）   | 04着 | R2:28.9（35.3）     | -0.4  | 0武豊     | 57        | ネオユニヴァース           | 520         |
| 0000.06.29 | 阪神           | 宝塚記念           | GI      | 芝2200m（良） | 17    | 1     | 1     | 021.30（8人）   | 10着 | R2:13.2（37.7）     | -1.2  | 0安藤勝己 | 53        | ヒシミラクル               | 514         |
| 0000.11.01 | 東京           | 武蔵野S            | GIII    | ダ1600m（良） | 16    | 1     | 2     | 003.80（1人）   | 01着 | R1:36.2（37.2）     | -0.7  | 0O.ペリエ | 56        | （ハギノハイグレイド）     | 504         |
| 0000.11.29 | 東京           | ジャパンCダート    | GI      | ダ2100m（不） | 16    | 4     | 8     | 004.10（2人）   | 07着 | R2:11.2（40.0）     | -2.0  | 0O.ペリエ | 55        | フリートストリートダンサー | 514         |
| 0000.12.29 | 大井           | 東京大賞典         | GI      | ダ2000m（良） | 16    | 5     | 9     | 00 - 00（1人）  | 07着 | R2:05.9（41.2）     | -2.2  | 0O.ペリエ | 55        | スターキングマン           | 508         |
| 2004.02.22 | 東京           | フェブラリーS      | GI      | ダ1600m（良） | 16    | 1     | 1     | 008.70（3人）   | 02着 | R1:36.9（35.6）     | -0.1  | 0O.ペリエ | 57        | アドマイヤドン             | 520         |
| 0000.03.27 | ナド・アルシバ | ドバイワールドC    | GI      | ダ2000m（良） | 12    | -     | 10    | 00 - 00（-人）  | 12着 | R2:10.3             | -10.1 | 0武豊     | 57        | Pleasantly Perfect         | 計不        |
| 0000.06.27 | 阪神           | 宝塚記念           | GI      | 芝2200m（良） | 15    | 4     | 6     | 077.8（11人）   | 07着 | R2:12.4（36.5）     | -1.3  | 0池添謙一 | 58        | タップダンスシチー         | 502         |
| 2005.03.12 | 阪神           | 大阪城S            | OP      | 芝2000m（良） | 12    | 5     | 5     | 002.90（1人）   | 09着 | R2:01.9（34.5）     | -0.5  | 0武豊     | 58        | ビッグゴールド             | 538         |
| 0000.04.03 | 阪神           | 産経大阪杯         | GII     | 芝2000m（良） | 9     | 8     | 8     | 015.70（6人）   | 03着 | R1:59.4（35.6）     | -0.4  | 0岩田康誠 | 57        | サンライズペガサス         | 534         |
| 0000.04.23 | 京都           | オーストラリアT    | OP      | 芝1800m（良） | 14    | 6     | 10    | 001.60（1人）   | 01着 | R1:45.1（34.6）     | -0.0  | 0武豊     | 58        | （チアズメッセージ）       | 538         |
| 0000.06.26 | 東京           | エプソムC          | GIII    | 芝1800m（良） | 17    | 7     | 13    | 002.00（1人）   | 04着 | R1:47.1（35.3）     | -0.5  | 0武豊     | 57        | スズノマーチ               | 532         |
| 0000.06.26 | 阪神           | 宝塚記念           | GI      | 芝2200m（良） | 15    | 7     | 13    | 200.8（15人）   | 14着 | R2:13.4（37.7）     | -1.9  | 0渡辺薫彦 | 58        | スイープトウショウ         | 524         |
| 0000.08.21 | 札幌           | 札幌記念           | GII     | 芝2000m（良） | 14    | 7     | 11    | 011.40（6人）   | 13着 | R2:04.0（38.9）     | -2.9  | 0藤田伸二 | 56        | ヘヴンリーロマンス         | 524         |
| 0000.09.03 | 札幌           | エルムS            | GIII    | ダ1700m（良） | 13    | 1     | 1     | 005.10（3人）   | 06着 | R1:45.3（37.6）     | -0.4  | 0武豊     | 57        | パーソナルラッシュ         | 524         |
| 0000.10.29 | 東京           | 武蔵野S            | GIII    | ダ1600m（良） | 16    | 8     | 15    | 013.60（4人）   | 07着 | R1:36.8（37.8）     | -1.6  | 0O.ペリエ | 57        | サンライズバッカス         | 516         |
| 0000.11.19 | 京都           | トパーズS          | OP      | ダ1800m（良） | 15    | 6     | 11    | 006.20（4人）   | 11着 | R1:51.6（38.1）     | -1.3  | 0O.ペリエ | 58        | ベラージオ                 | 520         |
| 0000.12.04 | 中京           | 春待月S            | OP      | ダ2300m（稍） | 16    | 3     | 5     | 015.60（6人）   | 02着 | R2:25.8（38.8）     | -0.0  | 0松田大作 | 57.5      | マイネルボウノット         | 524         |
| 0000.12.24 | 阪神           | ベテルギウスS      | OP      | ダ1800m（良） | 15    | 2     | 3     | 005.20（2人）   | 13着 | R1:54.5（38.6）     | -2.1  | 0武豊     | 57.5      | ヒシアトラス               | 534         |
| 2006.01.22 | 京都           | 平安S              | GIII    | ダ1800m（良） | 16    | 2     | 3     | 031.6（10人）   | 09着 | R1:51.4（36.3）     | -1.2  | 0熊沢重文 | 57        | タガノゲルニカ             | 524         |
| 0000.04.22 | 京都           | オーストラリアT    | OP      | 芝1800m（良） | 12    | 2     | 2     | 028.00（8人）   | 07着 | R1:47.3（34.6）     | -0.6  | 0渡辺薫彦 | 58        | タガノデンジャラス         | 534         |
| 0000.05.07 | 京都           | 都大路S            | OP      | 芝1600m（重） | 10    | 7     | 7     | 007.50（5人）   | 06着 | R1:36.4（37.5）     | -0.9  | 0川田将雅 | 57        | ロードマジェスティ         | 530         |
| 0000.05.21 | 中京           | 東海S              | GII     | ダ2300m（良） | 13    | 4     | 4     | 021.20（7人）   | 06着 | R2:24.6（37.7）     | -1.0  | 0柴原央明 | 57        | ハードクリスタル           | 522         |
| 0000.06.10 | 東京           | ブリリアントS      | OP      | ダ2100m（稍） | 10    | 8     | 9     | 007.80（4人）   | 01着 | R2:09.7（36.6）     | -0.3  | 0内田博幸 | 57        | （アルファフォーレス）     | 522         |
| 0000.06.28 | 大井           | 帝王賞             | GI      | ダ2000m（良） | 13    | 3     | 3     | 023.10（5人）   | 03着 | R2:03.4（37.7）     | -1.3  | 0岩田康誠 | 57        | アジュディミツオー         | 521         |
| 0000.07.30 | 小倉           | 小倉記念           | GIII    | 芝2000m（良） | 13    | 7     | 10    | 017.80（6人）   | 10着 | R1:59.2（36.6）     | -1.4  | 0川田将雅 | 57        | スウィフトカレント         | 516         |
| 0000.08.27 | 小倉           | 阿蘇S              | OP      | ダ1700m（不） | 15    | 2     | 3     | 004.60（3人）   | 03着 | R1:42.6（37.1）     | -0.8  | 0武豊     | 57.5      | サンライズキング           | 512         |
| 0000.09.30 | 中京           | シリウスS          | GIII    | ダ1700m（良） | 15    | 6     | 10    | 011.20（5人）   | 09着 | R1:44.2（37.5）     | -1.1  | 0渡辺薫彦 | 57.5      | メイショウバトラー         | 518         |
| 0000.10.28 | 東京           | 武蔵野S            | GIII    | ダ1600m（良） | 16    | 5     | 10    | 055.1（11人）   | 14着 | R1:37.2（37.9）     | -1.9  | 0石橋脩   | 57        | シーキングザベスト         | 514         |
| 0000.11.18 | 京都           | トパーズS          | OP      | ダ1800m（良） | 15    | 3     | 4     | 017.10（8人）   | 04着 | R1:51.2（36.9）     | -0.3  | 0岩田康誠 | 58        | カフェオリンポス           | 524         |
| 0000.12.20 | 名古屋         | 名古屋グランプリ   | GII     | ダ2500m（良） | 11    | 3     | 3     | 007.30（3人）   | 06着 | R2:47.3（41.5）     | -3.0  | 0岩田康誠 | 56        | ヴァーミリアン             | 528         |
| 2007.01.14 | 京都           | 日経新春杯         | GII     | 芝2400m（良） | 12    | 4     | 4     | 039.20（7人）   | 11着 | R2:29.2（37.4）     | -1.8  | 0和田竜二 | 56        | トウカイワイルド           | 524         |
| 0000.02.12 | 佐賀           | 佐賀記念           | JpnIII  | ダ2000m（良） | 12    | 4     | 4     | 004.40（4人）   | 01着 | R2:07.4             | -0.1  | 0武豊     | 57        | （クーリンガー）           | 513         |
| 0000.03.07 | 船橋           | ダイオライト記念   | JpnII   | ダ2400m（重） | 14    | 3     | 4     | 003.00（1人）   | 04着 | R2:35.0（40.7）     | -1.5  | 0武豊     | 56        | キクノアロー               | 513         |
| 0000.03.28 | 名古屋         | 名古屋大賞典       | JpnIII  | ダ1900m（良） | 12    | 3     | 3     | 009.00（3人）   | 10着 | R2:06.5             | -2.1  | 0武豊     | 57        | アルドラゴン               | 523         |
| 0000.12.08 | 中山           | 師走S              | OP      | ダ1800m（良） | 16    | 2     | 4     | 042.4（11人）   | 07着 | R1:52.6（38.1）     | -0.7  | 0柴山雄一 | 57        | サイレンスボーイ           | 520         |
| 0000.12.23 | 阪神           | ベテルギウスS      | OP      | ダ2000m（不） | 16    | 3     | 5     | 037.2（11人）   | 11着 | R2:02.9（39.0）     | -1.9  | 0後藤浩輝 | 59        | ワンダースピード           | 528         |
| 2008.01.05 | 京都           | 京都金杯           | GIII    | 芝1600m（良） | 16    | 3     | 5     | 098.6（13人）   | 11着 | R1:34.4（33.8）     | -0.8  | 0池添謙一 | 55        | エイシンデピュティ         | 528         |
| 0000.02.11 | 佐賀           | 佐賀記念           | JpnIII  | ダ2000m（良） | 12    | 1     | 1     | 010.00（4人）   | 09着 | R2:09.4             | -2.6  | 0鮫島克也 | 57        | チャンストウライ           | 520         |
| 0000.07.06 | 阪神           | 米子S              | OP      | 芝1600m（良） | 10    | 7     | 7     | 035.1（10人）   | 10着 | R1:34.6（36.2）     | -1.6  | 0浜中俊   | 55        | フサイチアウステル         | 518         |
| 0000.07.27 | 新潟           | 関越S              | OP      | ダ1800m（稍） | 13    | 6     | 9     | 059.80（9人）   | 09着 | R1:52.6（37.4）     | -1.2  | 0石橋脩   | 59        | メイショウシャフト         | 526         |
| 0000.08.15 | 佐賀           | サマーチャンピオン | JpnIII  | ダ1400m（不） | 12    | 7     | 10    | 009.50（4人）   | 08着 | R1:27.7             | -2.3  | 0内田博幸 | 55        | ヴァンクルタテヤマ         | 520         |
| 0000.12.13 | 阪神           | ベテルギウスS      | OP      | ダ2000m（良） | 14    | 5     | 7     | 226.0（14人）   | 13着 | R2:07.3（39.3）     | -2.7  | 0浜中俊   | 59        | マコトスパルビエロ         | 532         |

## 種牡馬時代
2009年から北海道日高町のブリーダーズ・スタリオン・ステーションで種牡馬入り。初年度は53頭に種付けしたが、年々頭数を減らし、2013年の種付け頭数は3頭まで落ち込んだ。元々体高170cm、体重500kgを超える大型馬だが、引退後は570kgほどの馬体となっているという。
2020年をもって種牡馬を引退、2021年より功労馬繋養展示事業の助成対象馬となり、ホーストラスト北海道で余生を送る。

### 主な産駒
- 2010年産
  - メイライト[39]（福山プリンセスカップ）
- 2012年産
  - ラッキープリンス[39]（東京ダービー、ニューイヤーカップ[40]）

### 母父としての主な産駒
- 2019年産
  - スピーディキック（2021年リリーカップ、エーデルワイス賞、東京2歳優駿牝馬、2022年桜花賞、東京プリンセス賞、戸塚記念、ロジータ記念、2022年・2023年東京シンデレラマイル）
- 2022年産
  - ワンダーウーマン（2025年フロイラインスプリント）

## 血統表
| サイレントディールの血統                          | サイレントディールの血統                 | サイレントディールの血統                 | （血統表の出典）                         | （血統表の出典） |
| 父系                                              | サンデーサイレンス系                     | サンデーサイレンス系                     | サンデーサイレンス系                     | [ § 2 ]          |
| 父 *サンデーサイレンス Sunday Silence 1986 青鹿毛 | 父の父Halo 1969 黒鹿毛                   | Hail to Reason                           | Turn-to                                  | Turn-to          |
| 父 *サンデーサイレンス Sunday Silence 1986 青鹿毛 | 父の父Halo 1969 黒鹿毛                   | Hail to Reason                           | Nothirdchance                            |                  |
| 父 *サンデーサイレンス Sunday Silence 1986 青鹿毛 | 父の父Halo 1969 黒鹿毛                   | Cosmah                                   | Cosmic Bomb                              | Cosmic Bomb      |
| 父 *サンデーサイレンス Sunday Silence 1986 青鹿毛 | 父の父Halo 1969 黒鹿毛                   | Cosmah                                   | Almahmoud                                |                  |
| 父 *サンデーサイレンス Sunday Silence 1986 青鹿毛 | 父の母Wishing Well 1975 鹿毛             | Understanding                            | Promised Land                            | Promised Land    |
| 父 *サンデーサイレンス Sunday Silence 1986 青鹿毛 | 父の母Wishing Well 1975 鹿毛             | Understanding                            | Pretty Ways                              |                  |
| 父 *サンデーサイレンス Sunday Silence 1986 青鹿毛 | 父の母Wishing Well 1975 鹿毛             | Mountain Flower                          | Montparnasse                             | Montparnasse     |
| 父 *サンデーサイレンス Sunday Silence 1986 青鹿毛 | 父の母Wishing Well 1975 鹿毛             | Mountain Flower                          | Edelweiss                                |                  |
| 母 *フェアリードール Fairy Doll 1991 栗毛         | 母の父Nureyev 1977 鹿毛                  | Northern Dancer                          | Nearctic                                 | Nearctic         |
| 母 *フェアリードール Fairy Doll 1991 栗毛         | 母の父Nureyev 1977 鹿毛                  | Northern Dancer                          | Natalma                                  |                  |
| 母 *フェアリードール Fairy Doll 1991 栗毛         | 母の父Nureyev 1977 鹿毛                  | Special                                  | Forli                                    | Forli            |
| 母 *フェアリードール Fairy Doll 1991 栗毛         | 母の父Nureyev 1977 鹿毛                  | Special                                  | Thong                                    |                  |
| 母 *フェアリードール Fairy Doll 1991 栗毛         | 母の母Dream Deal 1986 栗毛               | Sharpen Up                               | *エタン                                  | *エタン          |
| 母 *フェアリードール Fairy Doll 1991 栗毛         | 母の母Dream Deal 1986 栗毛               | Sharpen Up                               | Rocchetta                                |                  |
| 母 *フェアリードール Fairy Doll 1991 栗毛         | 母の母Dream Deal 1986 栗毛               | Likely Exchange                          | Terrible Tiger                           | Terrible Tiger   |
| 母 *フェアリードール Fairy Doll 1991 栗毛         | 母の母Dream Deal 1986 栗毛               | Likely Exchange                          | Likely Swap                              |                  |
| 母系(F-No.)                                       | (FN:9-f)                                 | (FN:9-f)                                 | (FN:9-f)                                 | [ § 3 ]          |
| 5代内の近親交配                                   | Almahmoud 4×5、Native Dancer 5･5（母内） | Almahmoud 4×5、Native Dancer 5･5（母内） | Almahmoud 4×5、Native Dancer 5･5（母内） | [ § 4 ]          |
| 出典                                              | 1. 2. 3. 4.                              | 1. 2. 3. 4.                              | 1. 2. 3. 4.                              | 1. 2. 3. 4.      |

- 全姉にトゥザヴィクトリーとビーポジティブがいる。
- 甥にトゥザグローリー、トゥザワールド。姪にトーセンビクトリー、デニムアンドルビー、ラーゴブルー、オウケンビリーヴ、フェアリーポルカ。
- 近親のアンモシエラはJBCレディスクラシックの優勝馬。